# Високо образовање
Високо образовање остварује се кроз академске и струковне студије на основу одобрених, односно акредитованих студијских програма за стицање високог образовања. На академским студијама изводи се академски студијски програм, који оспособљава студенте за развој и примену научних, стручних и уметничких достигнућа. На струковним студијама изводи се струковни студијски програм, који оспособљава студенте за примену знања и вештина потребних за укључивање у радни процес.
Кандидат за упис на студије првог степена полаже пријемни испит или испит за проверу склоности и способности, у складу са општим актом самосталне високошколске установе. Потребно за упис на студије првог степена утврђује се на основу општег успеха постигнутог у средњем образовању и резултата постигнутих на пријемном испиту, односно испиту за проверу склоности и способности. Кандидат који има положену општу матуру не полаже пријемни испит. Уместо пријемног испита овом кандидату вреднују се резултати опште матуре, у складу са општим актом самосталне високошколске установе. Студент студија првог степена друге самосталне високошколске установе, лице које има стечено високо образовање на студијама првог степена и лице коме је престао статус студента у складу са овим законом, може се уписати на студије првог степена, под условима и на начин прописан општим актом самосталне високошколске установе, на лични захтев.

## Делатност
Делатност високог образовања обављају следеће високошколске установе:
Универзитет,
Факултет,
Академија струковних студија,
Висока школа,
Висока школа струковних студија.
Акредитацијом се утврђује да високошколска установа и студијски програми испуњавају стандарде које је утврдио Национални савет и да високошколска установа има право на издавање јавних исправа у складу са Законом о високом образовању. Поступак акредитације спроводи се на захтев Министарства, оснивача, односно саме високошколске установе.

## Врсте студија
Студије првог степена су: основне академске студије, основне струковне студије.
Студије другог степена су: дипломске академске студије — мастер, специјалистичке струковне студије, специјалистичке академске студије.
Студије трећег степена су докторске академске студије.

## Више образовање у различитим земљама

### Велика Британија
У оквиру деваолуције у Уједињеном Краљевству образовање се управља посебно у Енглеској, Велсу, Северној Ирској и Шкотској. У Енглеској термин „терцијарно образовање“ одговара глобалном термину „више образовање“ (тј. образовање након 18. године). Године 2018. влада Велса усвојила је термин „терцијарно образовање“ за означавање образовања и обуке након 16. године у Велсу. Међутим, од 1970-их, специјализовани колеџи даљег образовања у Енглеској и Велсу зову себе „терцијарним колеџима“, иако су део система средњег образовања. Ове установе служе како дипломцима школа, тако и одраслима, чиме обједињују основне функције ФЕ колеџа и шестифоног колеџа.

### Аустралија
У Аустралији „терцијарно образовање“ односи се на наставак школовања након завршетка средње школе. Опције за стицање вишег образовања обухватају универзитете, техничко и додатно образовање (TAFE) и приватне универзитете.

### Европска унија
Иако високо образовање у ЕУ укључује универзитетско образовање, оно се може разликовати у различитим земљама.

### Француска
Након завршетка вртића (фр. école maternelle), основне школе (фр. école primaire), средње школе (фр. collège) и гимназије (фр. lycée) ученик може уписати универзитет, али може и да престане на том нивоу.  

### Немачка
Образовање у Немачкој је првенствено у надлежности појединих немачких покрајина (Länder), док федерална влада игра само споредну улогу. Сваки универзитет у Немачкој има свој скуп услова за упис и докумената за пријаву, прилагођене њиховим програмима. Немачка је добро позната на међународном нивоу по свом моделу стручног образовања Ausbildung (ученичка пракса), у оквиру којег око 50 процената свих матураната уписује стручне образовне установе.